# Лезерень (комуна)
Лезерень, Лезерені (рум. Lăzăreni) — комуна у повіті Біхор в Румунії. До складу комуни входять такі села (дані про населення за 2002 рік):
- Бікечел (232 особи)
- Груйлунг (134 особи)
- Джепіш (682 особи)
- Каля-Маре (662 особи)
- Керендень (207 осіб)
- Керензел (116 осіб)
- Лезерень (775 осіб) — адміністративний центр комуни
- Міхелеу (226 осіб)

Комуна розташована на відстані 414 км на північний захід від Бухареста, 24 км на південний схід від Ораді, 117 км на захід від Клуж-Напоки, 139 км на північний схід від Тімішоари.

## Населення
За даними перепису населення 2002 року у комуні проживали 3034 особи.
Національний склад населення комуни:
| Національність | Кількість осіб | Відсоток |
| -------------- | -------------- | -------- |
| румуни         | 2460           | 81,1%    |
| цигани         | 568            | 18,7%    |
| угорці         | 4              | 0,1%     |
| німці          | 1              | < 0,1%   |
| словаки        | 1              | < 0,1%   |

Рідною мовою назвали:
| Мова      | Кількість осіб | Відсоток |
| --------- | -------------- | -------- |
| румунська | 2457           | 81,0%    |
| циганська | 565            | 18,6%    |
| угорська  | 8              | 0,3%     |
| німецька  | 4              | 0,1%     |

Склад населення комуни за віросповіданням:
| Релігія        | Кількість осіб | Відсоток |
| -------------- | -------------- | -------- |
| православні    | 2362           | 77,9%    |
| п'ятдесятники  | 314            | 10,3%    |
| баптисти       | 263            | 8,7%     |
| греко-католики | 75             | 2,5%     |
| римо-католики  | 7              | 0,2%     |
| реформати      | 3              | 0,1%     |
| адвентисти     | 2              | 0,1%     |
| атеїсти        | 1              | < 0,1%   |